# Teta struktura
Teta struktura je intermedijarna struktura koja se formira tokom replikacije kružnog DNK molekula (prokariotske DNK). Dve replikacione račve mogu da se kreću nezavisno oko DNK prstena, i kad se gledaju od gore one podsećaju na grčko slovo "teta" (θ). Džon Kejrns je originalno otkrio teta strukturu. To je pomoglo u razumevanju načina odvijanja dvosmerne replikacije DNK. Potvrda dvosmerne prirode je dobijena tretiranjem replikujućih ćelija sa pulsom tricionisanog timidina, brzim prigušivanjem i uzimanjem autoradiografskog snimka. Rezultati su pokazali da je radioaktivni timidin bio inkorporiran u ove račve teta strukture, a ne samo jednu.